# تاتارهای کریمه
تاتارهای کریمه (تاتاری کریمه‌ای: Qırımtatar) یا کریمه‌ها (تاتاری کریمه‌ای: Qırım, Qırımlı) یک مردم قومی ترک بومی شبه جزیره کریمه در بخش شمالی دریای سیاه که امروزه در فدراسیون روسیه قرار گرفته‌است. زبانشان، تاتاری کریمه، روسی، ترکی استانبولی می‌باشد و به دلیل زندگی در اوکراین، استفاده از زبان اوکراینی نیز رایج است. تاتارهای کریمه در بین خودشان از زبان تاتاری کریمه، با افراد روس و غیرتاتار به زبان روسی و با ترک‌های استانبولی به زبان ترکی استانبولی صحبت می‌کنند. آنها مردمان بومی کریمه و اوکراین هستند.
تاتارهای کریمه از قربانیان سیاست‌های قومی شوروی استالینی هستند، اما دلیل تنش آنها با حکومت شوروی در زمان جنگ، حتی تا امروز برای مردم شوروی سابق و به‌خصوص روس‌ها که خود را قهرمان شکست دادن نازی‌های آلمان می‌دانند موردی جدال‌برانگیز و مورد مناقشه است.
در دوران معاصر و امروزی، اینان علاوه بر زندگی در کریمه و اوکراین، تعداد زیادی از تاتارهای کریمه در ترکیه، ازبکستان، رومانی، بلغارستان، غرب اروپا، خاورمیانه و آمریکای شمالی، و همچنین جوامع کوچک در فنلاند، لیتوانی، روسیه، بلاروس و لهستان سکونت دارند.

## تاتارهای کریمه در آیینه تاریخ

### از پیدایش تا جنگ جهانی دوم
خانات کریمه در سال ۱۴۳۰ میلادی حکومت خود را به پایتختی باغچه‌سرای برپا کردند. باغچه‌سرای که در قرن ۱۵ میلادی پایتخت قدیمی «خانات کریمه» بود، در ۱۰ کیلومتری سیمفروپول، پایتخت کریمه قرار دارد.
تاتارهای کریمه از اواخر قرن ۱۵ میلادی خانات خود را به امپراتوری عثمانی سپردند و تحت‌الحمایه آن شدند. آنها اکنون مسلمانانی سنی مذهب از شاخه حنفی هستند. بعدها در اواخر قرن هجدهم میلادی و با عقب‌نشینی دولت عثمانی از کریمه، روسیه تزاری آرام آرام حکومت کریمه را به دست گرفت، طوری که در سال ۱۷۸۳ حاکم آن یک روس شد.
اما در این زمان بنا به احتیاط سیاسی هنوز دست اشراف تاتار از حکومت کاملاً قطع نشد. با وجود این از همین زمان مهاجرت روس‌ها و اقوام دیگر با کمک دولت تزاری روسیه به کریمه شروع شد و در اواسط قرن ۱۹ میلادی کم‌کم آثار تمدن قدیمی کریمه که بخشی از آن مانند مساجد، حمام‌ها و چاه‌های آب دستاورد تاتارها بود ویران شد.
این نوع حرکت‌ها علیه تاتارهای کریمه نشان از مقاومت برای حفظ سرزمینی دارد که به اعتقاد آنها سرزمین اجدادیشان بود. حاکم روس کریمه در اواسط قرن نوزدهم برای کم کردن دردسر تاتارها خواهان اخراج کامل آنها از کریمه و اسکان آنها در ترکیه شد ولی آلکساندر دوم، تزار وقت روسیه با آن مخالفت کرد.
با این پیشینه و بگو مگوی تاتارها با روس‌ها بود که وقتی ارتش آلمان نازی در زمان جنگ جهانی دوم، در سال ۱۹۴۱ به کریمه رسید، با آغوش باز تاتارها روبرو شد که حتی یک گروه مسلح نزدیک به ۲۰هزار نفری دفاع از خود در مقابل ارتش شوروی تشکیل دادند.
بعضی از تاتارها به ارتش نازی کمک کردند، ولی به نظر می‌رسد بخش دیگری از آنها مورد علاقه آلمانی‌ها نبودند. فرمانده آلمانی کریمه در زمان اشغال آن سرزمین، مانند خلف روس خود خواستار انتقال کامل تاتارها از کریمه به ترکیه شد. این تقاضا هم با مخالفت هیتلر روبرو شد.

### پس از جنگ جهانی دوم تا بحران کریمه
در تقسیمات کشوری شوروی، کریمه و تاتارهایش در قالب جمهوری شوروی سوسیالیستی روسیه جای گرفتند. در دوره حکومت استالین به اندیشه انتقال تاتارها به ترکیه جامه عمل پوشانده شد. بعد از بازپس گرفتن کریمه از آلمانی‌ها توسط ارتش سرخ شوروی در ۱۹۴۴، نه فقط ارتش ۲۰ هزار نفری طرفدار نازی‌ها در کریمه، بلکه بیش از ۱۸۰ هزار نفر از تاتارهای ساکن در این شبه‌جزیره سوار بر قطارهای باربری به زور توسط دستگاه‌های امنیتی استالینی از محل زندگی‌شان جدا و به سرزمین‌های گرم و بیابانی آسیای میانه، به خصوص قزاقستان منتقل شدند.
در سال ۱۹۵۴، نیکیتا خروشچف رهبری حزب کمونیست شوروی کریمه را به دلایل اقتصادی، به اوکراین واگذار کرد.
تاتارها بعد از مرگ استالین اعاده حیثیت شدند ولی بازگشت آنها به سرزمین‌های پدری‌شان در زمان میخائیل گورباچف، کمی پیش از فروپاشی شوروی ممکن شد. با وجود این، کمر خم شده مردم تاتار در کریمه دیگر هیچگاه راست نشد و آنها که زمانی خود را مالک آن سرزمین می‌دانستند، توانستند تنها حدود یک دهم جمعیت آن منطقه را تشکیل دهند.
بعد از فروپاشی شوروی، تاتارهای کریمه همواره از سیاست‌های دوری از روسیه در اوکراین حمایت می‌کردند. آنها پشتیبان انقلاب نارنجی سال ۲۰۰۴ و کوشش‌های اخیر کی‌یف برای پیوستن به اتحادیه اروپا بودند.

### بحران کریمه و وضعیت کنونی
پس از جدایی کریمه از اوکراین و بازگشت آن به روسیه در مارس ۲۰۱۴ که از پشتیبانی اکثریت روس ساکن آن منطقه برخوردار است، تاتارهای کریمه بار دیگر در مقابل یک سؤال تاریخی قرار گرفته‌اند که آیا بی دردسر دست دوستی به طرف حکومت روسیه دراز کنند یا مانند نیاکانشان مشکلات را به جان بخرند و دستهایی غیر از دست روسی را بفشارند. اکثریت تاتارها طرفدار اوکراین هستند.
هم‌اکنون پلیس و سرگئی آکسی‌یونف، نخست‌وزیر مانع از گردهمایی تاتارهای کریمه می‌شوند. مجلس تاتارهای کریمه در مارس ۲۰۱۴ تظاهراتی را در میدان سیمفروپول، برنامه‌ریزی کرده بود اما در آخرین لحظات، در اثر فشارهای حکومت جدید کریمه، محل گردهمایی را تغییر داد و به باغچه‌سرای منتقل کرد. در این گردهمایی صدها نفر از تاتارهایی که مخالف الحاق به روسیه و همچنان طرفدار دولت کیف هستند با در دست داشتن پرچم اوکراین شعار «خلق، وطن، کریمه» سر دادند. فشارهای دولت کریمه باعث تشکیل گروه‌های شبه نظامی مبارز و خواهان خودمختاری جمعیت ده تا دوازده درصدی آن شده‌است.

## نگارخانه

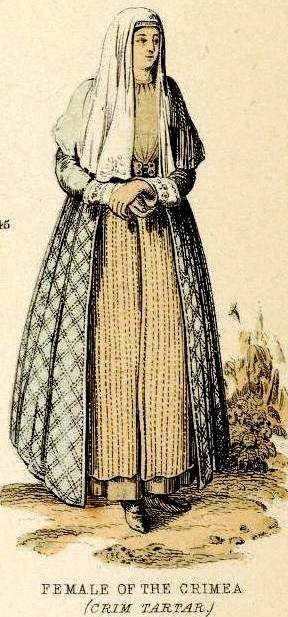
زن تاتار کریمه،  ۱۸۷۲
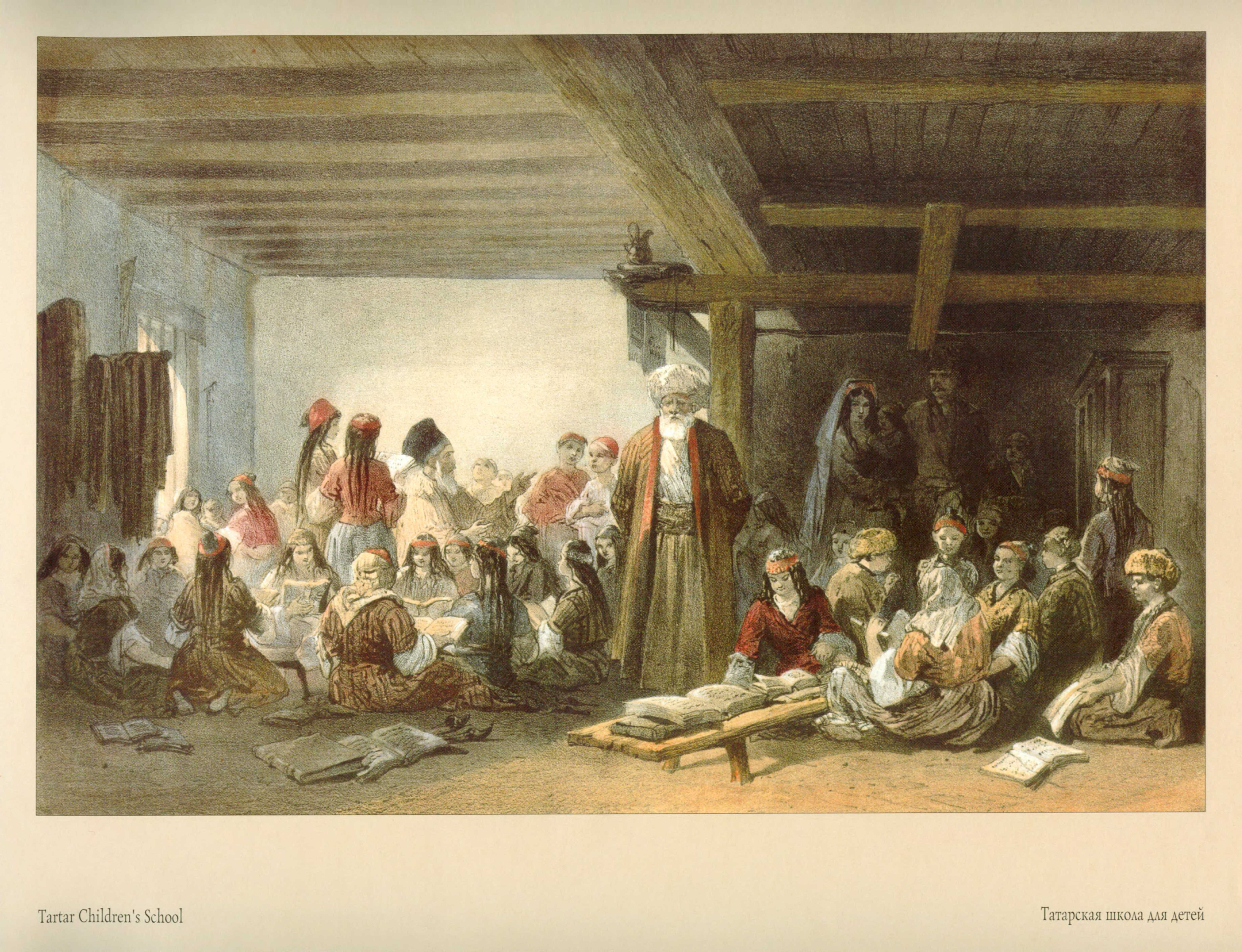
کودکان تاتار کریمه در مدرسه،  by Carlo Bossoli, 1856
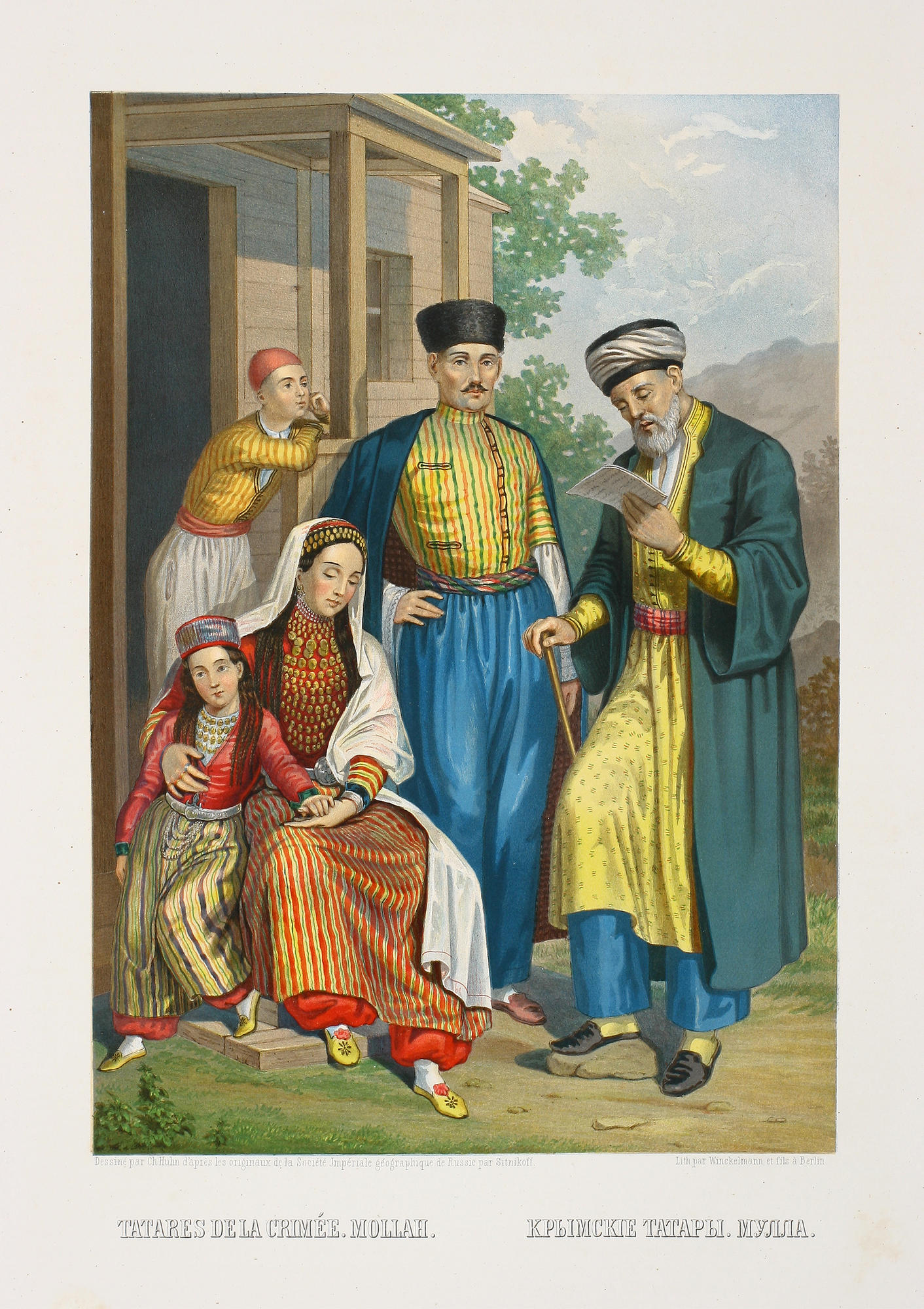
تاتارهای کریمه در لباس محلی،  ۱۸۸۰
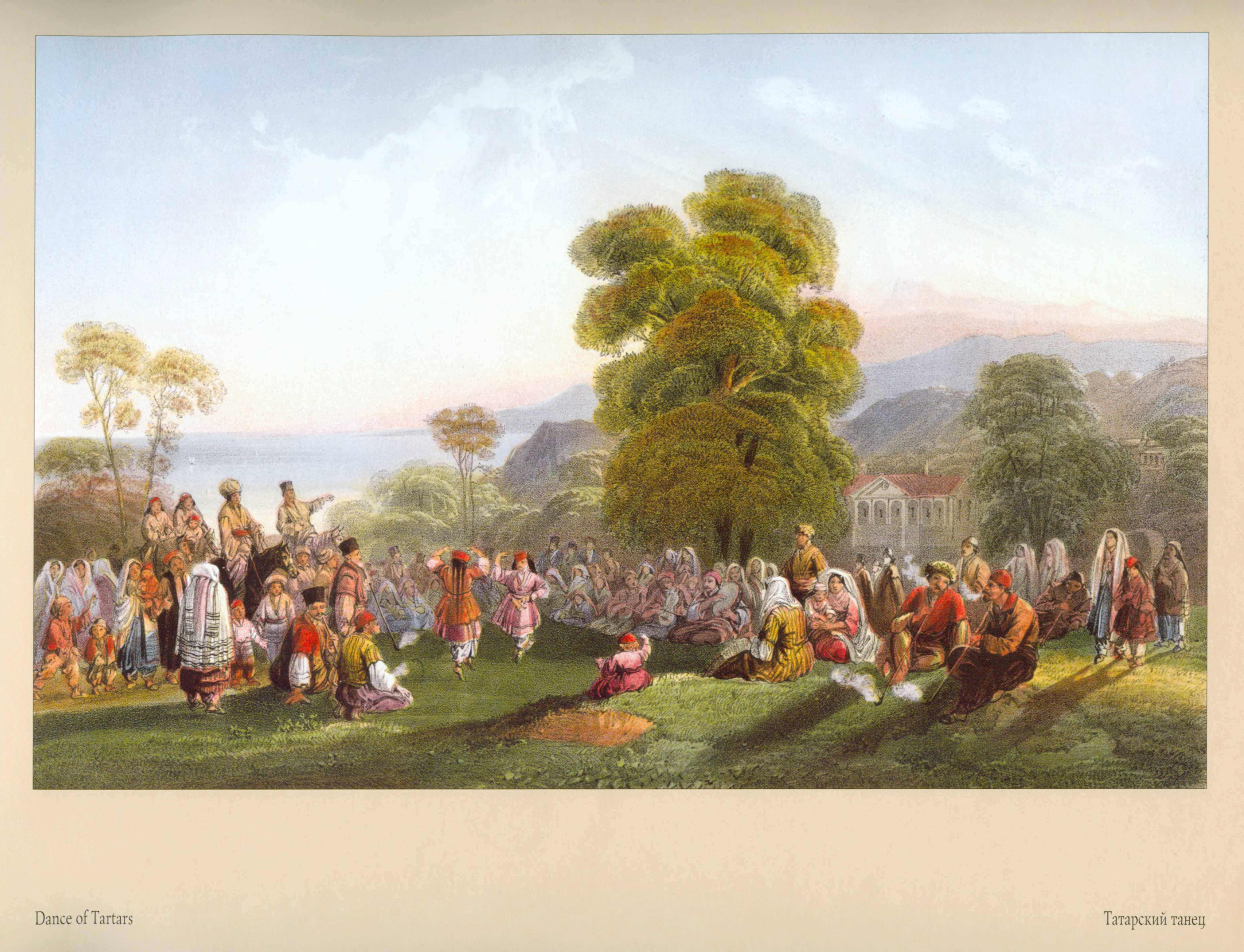
"رقص تاتاری، " by Carlo Bossoli, 1856
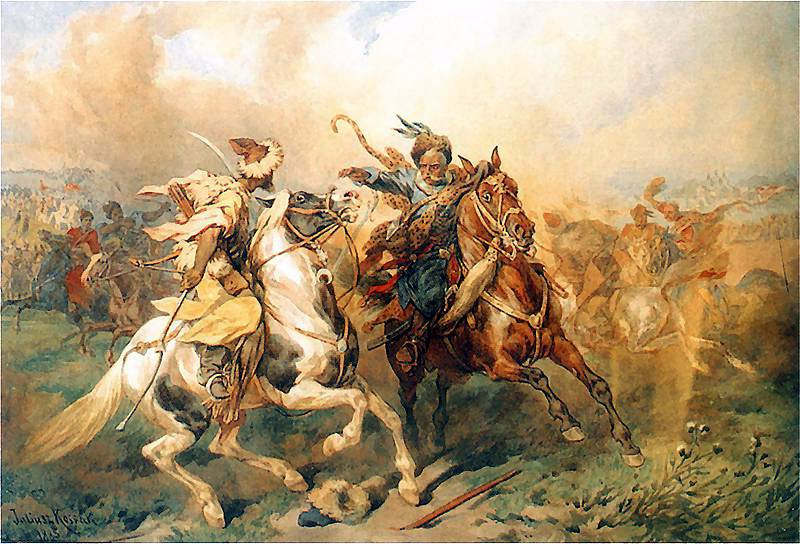
تارتارها در جنگ.
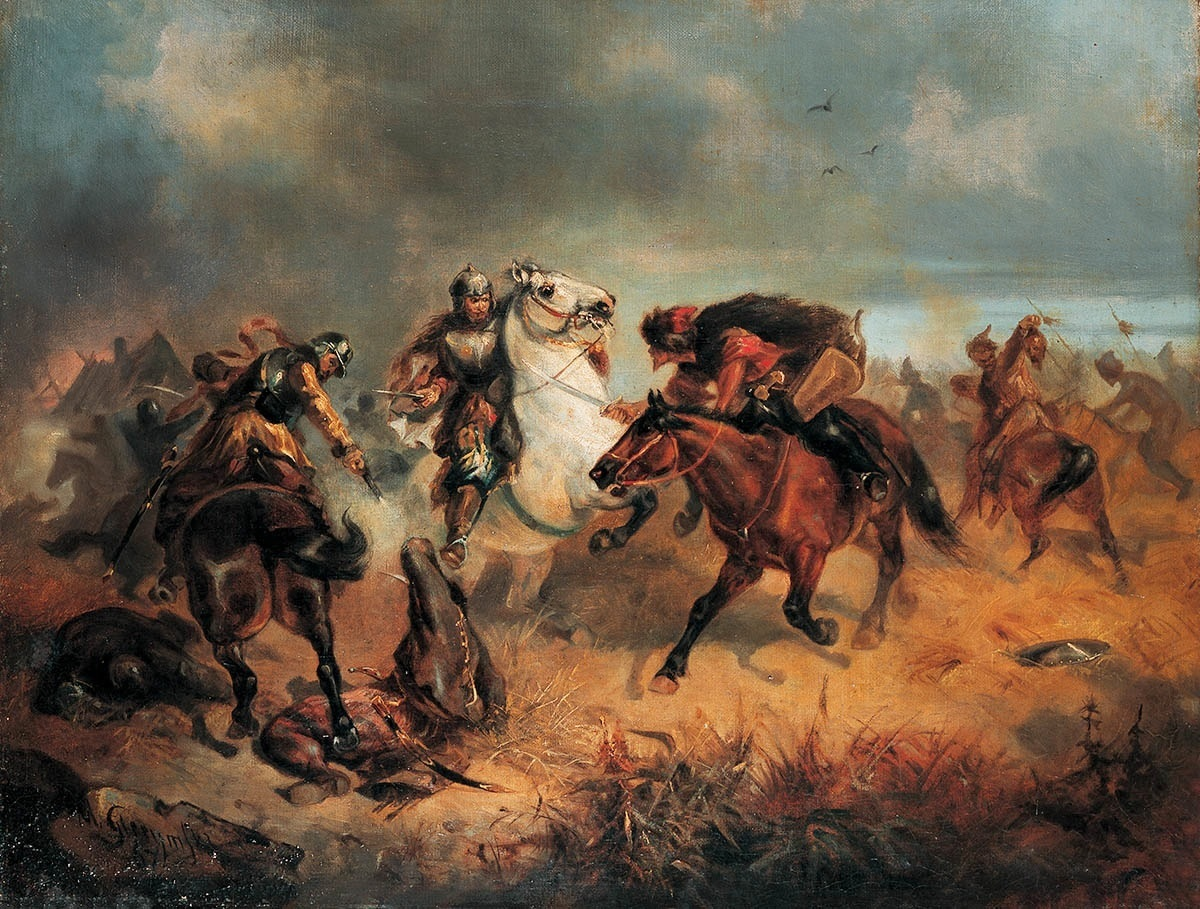
جنگ تاتاری.
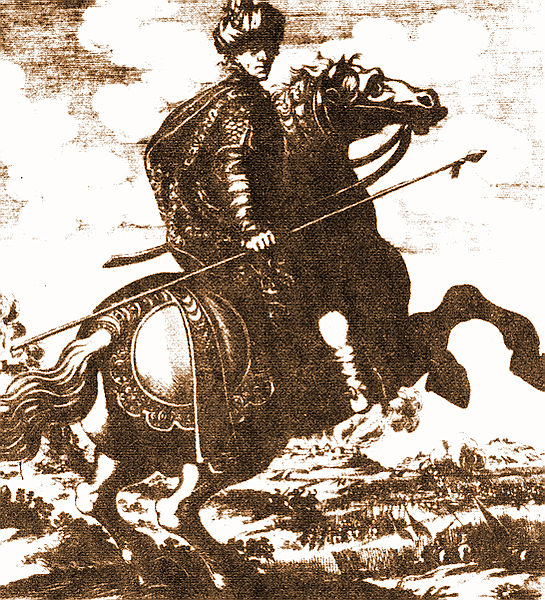
خان کریمه
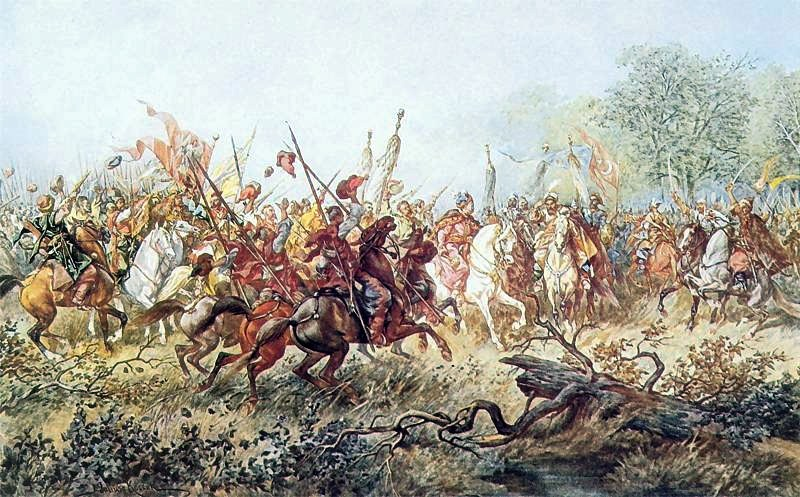
سوار نظام تاتارها